# 滝野駅
滝野駅（たきのえき）は、兵庫県加東市上滝野宮前にある、西日本旅客鉄道（JR西日本）加古川線の駅である。

## 歴史
- 1913年（大正2年）9月1日：播州鉄道の社口駅（現在の社町駅） - 滝停留場（現在の滝駅）間に開業[1][2][3]。旅客・貨物の取扱を開始[1]。
- 1916年（大正5年）11月22日：播鉄滝野駅に改称[1][2][4]。
- 1923年（大正12年）12月21日：路線譲渡により播丹鉄道の駅となる[5]。
- 1943年（昭和18年）6月1日：播丹鉄道の国有化により鉄道省加古川線の駅となる。同時に駅名を滝野駅に戻す[1][2]。
- 1968年（昭和43年）3月25日：貨物の取扱を廃止[1]。
- 1973年（昭和48年）10月1日：荷物の取り扱いを廃止[1]。
- 1986年（昭和61年）11月1日：無人駅化[6]。
- 1987年（昭和62年）4月1日：国鉄分割民営化により西日本旅客鉄道（JR西日本）の駅となる[1]。
- 1990年（平成2年）6月1日：加古川鉄道部発足により、その管轄となる。
- 2009年（平成21年）7月1日：加古川鉄道部廃止に伴い神戸支社直轄へ変更され、加古川駅の被管理駅となる[7]。
- 2016年（平成28年）3月26日：ICカード「ICOCA」の利用が可能となる[8]。ICカード専用簡易改札機で対応。

## 駅構造
地上駅で、谷川方面に向かって右側に1面1線の単式ホームを有する停留所になっている。
加古川駅管理の無人駅であるが、平成7年（1995年）に駅舎を改築、現在は駅舎内にギャラリーも併設されている。また、自動券売機が設置されている。
付近の道路および線路を跨いで、駅舎と連なる鳴彩橋という歩道橋がある。

## 利用状況
2023年（令和5年）度の1日平均乗車人員は291人である。
近年の1日平均乗車人員の推移は以下の通りである。
| 乗車人員推移 | 乗車人員推移 |
| 年度         | 1日平均人数  |
| ------------ | ------------ |
| 2000         | 211          |
| 2001         | 200          |
| 2002         | 205          |
| 2003         | 200          |
| 2004         | 204          |
| 2005         | 206          |
| 2006         | 206          |
| 2007         | 211          |
| 2008         | 224          |
| 2009         | 222          |
| 2010         | 232          |
| 2011         | 242          |
| 2012         | 258          |
| 2013         | 269          |
| 2014         | 261          |
| 2015         | 273          |
| 2016         | 275          |
| 2017         | 284          |
| 2018         | 276          |
| 2019         | 265          |
| 2020         | 212          |
| 2021         | 226          |
| 2022         | 259          |
| 2023         | 291          |

## 駅周辺
- 中国自動車道滝野社インターチェンジ[2]
- 闘竜灘[2][10]
- 光明寺
- 兵庫県立播磨中央公園[10]
- 神結酒造
- 滝野郵便局
- 兵庫県道17号西脇三田線
- 兵庫県道203号滝野停車場線

### バス路線
駅南東側の兵庫県道17号線に「滝野農協前」停留所があり、下記の路線が停車する。
- 神姫バス
  - 西脇急行線：（急行）三宮 / 社（車庫前）/ 西脇市役所

- 西日本JRバス・神姫バス
  - 中国ハイウェイバス西脇線：大阪駅 / 新大阪駅 / 社高校前

## 隣の駅
西日本旅客鉄道（JR西日本）
 加古川線
社町駅 - 滝野駅 - 滝駅